# アメリア・エリザベス・グッピー
アメリア・エリザベス・グッピー（Amelia Elizabeth Guppy、1808年11月21日 - 1886年）は、イギリス出身の画家・写真家であり、女性写真家の先駆者である。

## 生涯

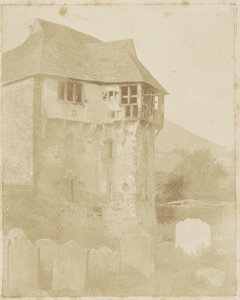
ストークセイ城。1854年、グッピー撮影

グッピーは1808年11月21日にハートフォードシャーのブリンガムコートでアメリア・パーキンソン(Amelia Parkinson)として生まれた。父はリチャード・パーキンソン(Richard Parkinson)、母はルーシー（Lucy、旧姓レッチミア(Lechmere)）で、グッピーはその長女である。母の父はイギリス海軍の白色中将ウィリアム・レッチミアである。パーキンソン一家は、ヘレフォードシャー州にある13世紀に建てられたキナーズリー城に住んでいた。
グッピーはデーヴィッド・コックスから絵を学んだ。
1834年1月12日、ミドルテンプルの弁護士ロバート・グッピーと駆け落ちして、シュロップシャー州ビターリーに居住した。2人の結婚は両家から認められていたものだったが、社交界での付き合いを避けたかったものと見られる。1837年、当時イギリス領だったトリニダード島のサンフェルナンドに移住した。夫のロバートは、その兄のサミュエルの親戚のプロセロー家の農園における奴隷解放に伴う法的問題の解決を行った。その後ロバートは、長年にわたりサンフェルナンドの市長を務めた。
グッピーは画家・写真家であり、トリニダードの風景や植物、特にランをよく描いていた。グッピーはランを好み、描くだけでなく、収集・分類して名前をつけ、また、家の周りに植えていた。ソープ(Thorpe)という若い男を雇って助手とし、ソープとともにラバに乗って何日もかけて島中をめぐり、スケッチをした。後に木の上に家を建ててもらい、そこで過ごすようになった。グッピーは、知的な交流を求めて定期的にイギリスに帰っていた。

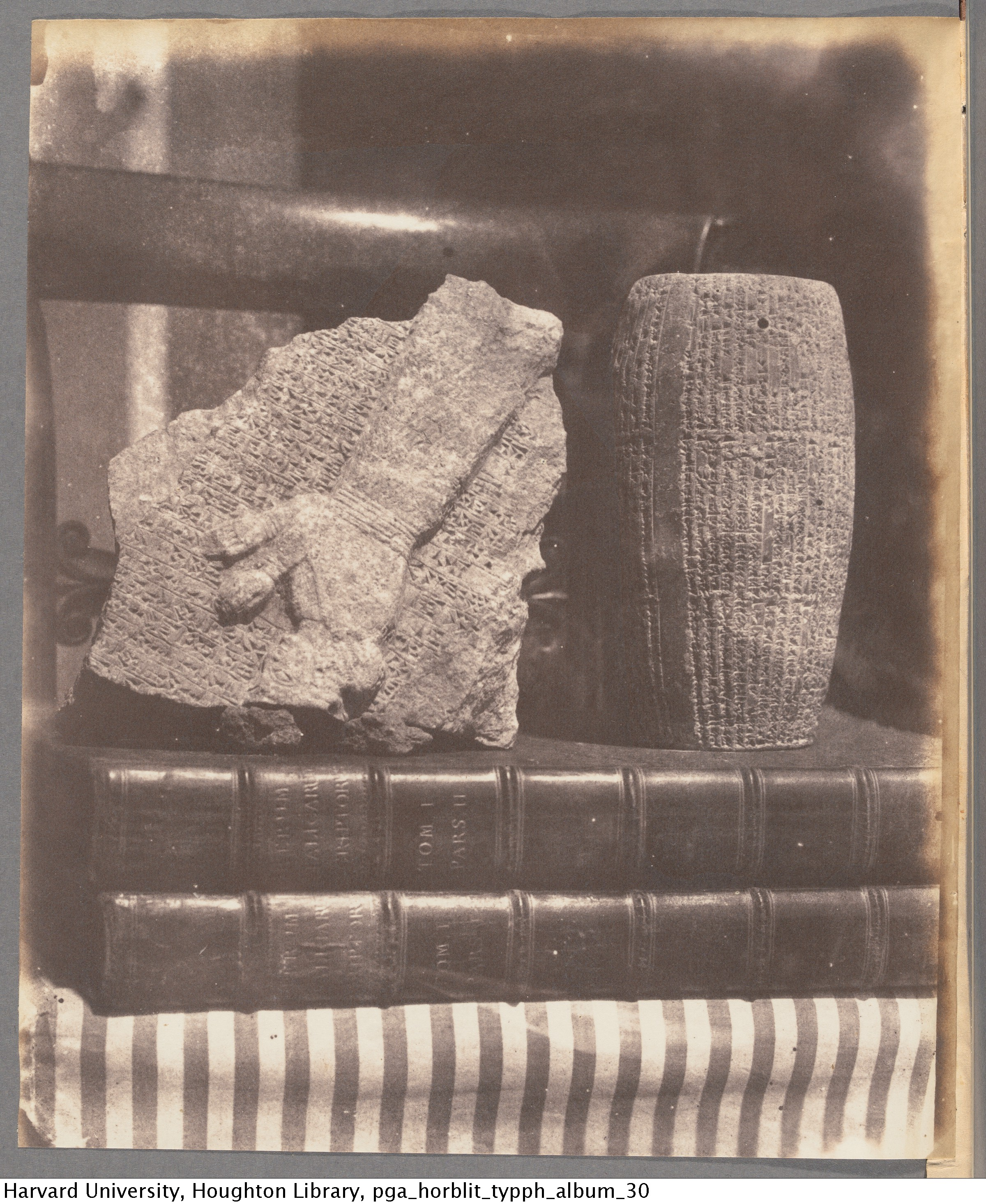
グッピーが撮影した、本の上にバビロニアの出土品を置いた写真（1853年、ホートン図書館所蔵）

グッピーが撮影した最も古い写真は、1847年に撮影した彼女の子供の写真である。1853年、遠縁でビブリオマニアとして知られるトーマス・フィリップスの依頼により、彼の膨大なコレクションの一部を撮影した。1854年にはストークセイ城を撮影した。
1871年、63歳のときにベネズエラへ冒険した。それまで白人が行ったことのないオリノコ川を1人で遡り、そこに咲くランを収集した。
グッピーは1886年にトリニダードで死去し、サンフェルナンドに埋葬された。グッピーの作品の多くは、良い状態で保存されていなかったため、そのほとんどが第二次世界大戦の戦禍の中で破壊された

## 家族
アメリアとロバートの間には、以下の子供がいた。
- ルーシー・レッチミア・グッピー (Lucy Lechmere Guppy, 1835-1907)
- ロバート・ジョン・レッチミア・グッピー (Robert John Lechmere Guppy, 1836-1916)
- ヘンリー・フランシス・ジューン・グッピー (Henry Francis Jeune Guppy, 1839-1872)
- マルグリット・エレアミア・クロティルダ・グッピー (Marguerite Eleamire Clotilda Guppy, 1840-1872)

いずれも、アメリアの両親（子供たちの祖父母）であるリチャードとルーシーによってキナーズリー城で育てられた。ルーシーとヘンリー・フランシスは、両親がトリニダードに移住するときに、ロバートの両親に預けられた。ヘンリー・フランシスは、パラグアイ、アルゼンチン、チリのグッピー家の先祖である。ロバート・ジョン・レッチミアは、後に実の両親を追ってトリニダードに移住した。

## 作品
- Photographs at Middle Hill by Guppy and Sir Thomas Phillipps, 1846–53
- Photographs of the MS. roll of Homer's Iliad., 1862
- Mrs. Guppy's photographs of charters, seals, & antiquities at Middle Hill.